# Bor Pavlovčič
Bor Pavlovčič (* 27. Juni 1998 in Jesenice) ist ein ehemaliger slowenischer Skispringer.

## Werdegang
Sein internationales Debüt gab Pavlovčič beim Alpencup in Ramsau am Dachstein im Dezember 2011. Dabei blieb der damals 13-Jährige noch hinter den Top 50 zurück. Im September 2014 gelang ihm im Alpencup in Tschagguns (Österreich) erstmals der Sprung in die Punkteränge. In Seefeld in Tirol erreichte er wenig später als Achter erstmals die Top 10.
Beim Europäischen Olympischen Winter-Jugendfestival 2015 in Tschagguns gewann er nach Platz sieben im Einzel mit der Mannschaft von der Normalschanze die Goldmedaille. Von der Kleinschanze wurde das Team Sechster. Im Februar 2015 gab Pavlovčič in Hinterzarten sein Debüt im FIS Cup und sprang als 29. auf Anhieb in die Punkteränge. Zu Beginn des Winters 2015/16 erreichte er in Seefeld erstmals ein Alpencup-Podium und wurde Dritter. Daraufhin bekam er eine Woche später einen Startplatz im Skisprung-Continental-Cup. Dabei überraschte er bereits im ersten Springen von Engelberg als Zehnter.
Am 9. Januar 2016 verpasste er als Vierter von Garmisch-Partenkirchen sein erstes Continental-Cup-Podium nur knapp. Dies gelang ihm schließlich mit einem Dritten Rang in Sapporo zwei Wochen später. Daraufhin verblieb er in Sapporo und startete bei der Qualifikation zum Skisprung-Weltcup. Als 29. gelang es ihm dabei, einen Startplatz zu erreichen. Bei den folgenden beiden Weltcup-Springen sammelte er als 26. und 16. seine ersten Weltcup-Punkte.
Bei den Olympischen Winter-Jugendspielen 2016 in Lillehammer gewann Pavlovčič Gold im Einzel sowie mit der Mannschaft.
Bei den folgenden Junioren-Weltmeisterschaften 2016 Râșnov erreichte er nach Platz 10 im Einzelspringen wurde er im ersten Teamspringen mit der Mannschaft Fünfter. Im zweiten Teamspringen gewann die Mannschaft die Goldmedaille.
Bei den Slowenischen Meisterschaften 2016 in Planica gewann Pavlovčič im Mannschaftswettbewerb zusammen mit Rok Tarman, Anže Lavtižar und Lojze Petek die Bronzemedaille.
Bei den Junioren-Weltmeisterschaften 2017 in Park City, Utah gewann Pavlovčič im Mannschaftswettbewerb von der Normalschanze zusammen mit Žiga Jelar, Aljaž Osterc und Tilen Bartol die Goldmedaille vor Deutschland und Österreich.
Am 18. Februar 2017 feierte Pavlovčič beim Heimwettbewerb in Planica seinen ersten Sieg im Continental Cup. Am Tag darauf belegte er beim zweiten Wettbewerb den zweiten Platz hinter Tilen Bartol.
Am 23. Dezember 2018 gewann Pavlovčič die Bronzemedaille bei den Slowenischen Meisterschaften 2018 in Planica hinter Timi Zajc und Anže Semenič. Seine erfolgreichste Saison bestritt der Slowene 2020/21, als ihm im Weltcup drei Podestplätze gelangen und er in der Skifluggesamtwertung Vierter wurde.
Vor der Saison Saison 2021/22 sprach Pavlovčič offen darüber, sein Wettkampfgewicht nur durch eine radikale Diät erreichen zu können und chronisch Hunger zu verspüren. Sein Fall erregte auch außerhalb Sloweniens Aufsehen. In der Folgezeit konnte er nicht mehr an frühere Ergebnisse anknüpfen.
Beim Skifliegen in Planica zum Ende der Saison 2022/23 absolvierte Pavlovčič außerhalb der Konkurrenz seinen Abschiedssprung.

## Auszeichnungen
- 2016 – 2. Rang Piotr-Nurowski-Preis[13]

## Erfolge

### Continental-Cup-Siege im Einzel
| Nr. | Datum            | Ort     | Typ         |
| --- | ---------------- | ------- | ----------- |
| 1.  | 18. Februar 2017 | Planica | Großschanze |
| 2.  | 26. Januar 2019  | Planica | Großschanze |

## Statistik

### Weltcup-Platzierungen
| Saison  | Platz | Punkte |
| ------- | ----- | ------ |
| 2015/16 | 57.   | 020    |
| 2016/17 | 67.   | 003    |
| 2017/18 | 54.   | 013    |
| 2018/19 | 64.   | 008    |
| 2020/21 | 13.   | 559    |
| 2021/22 | 65.   | 009    |

### Grand-Prix-Platzierungen
| Saison | Platz | Punkte |
| ------ | ----- | ------ |
| 2017   | 56.   | 023    |
| 2018   | 74.   | 005    |

### Continental-Cup-Platzierungen
| Saison  | Platz | Punkte |
| ------- | ----- | ------ |
| 2015/16 | 39.   | 322    |
| 2016/17 | 11.   | 674    |
| 2017/18 | 11.   | 726    |
| 2018/19 | 17.   | 493    |
| 2019/20 | 28.   | 320    |
| 2021/22 | 39.   | 243    |

### Schanzenrekorde
| Ort      | Land  | Weite               | aufgestellt am | Rekord bis      |
| -------- | ----- | ------------------- | -------------- | --------------- |
| Zakopane | Polen | 143,5 m (HS: 140 m) | 17. März 2019  | 25. Januar 2020 |